# Blanche Moreau
'Blanche Moreau' est un cultivar de rosier mousseux obtenu en France en  1880 par Moreau & Robert. Il est issu de 'Comtesse de Murinais' (rosier mousseux, Vibert 1843) x 'Quatre Saisons Blanche' (rose de Damas).

## Description
'Blanche Moreau' est le rosier mousseux blanc par excellence. Il porte en bouquet des fleurs d'un blanc éclatant, doubles, pleines (26-40 pétales) et odorantes, au joli aspect chiffonné. Leur diamètre est de 6 à 7 cm environ. Leur bouton est recouvert d'une mousse brune.
Le buisson de 'Blanche Moreau', qui s'élève à 150 cm, voire 200 cm, est souple et épineux au feuillage dense vert émeraude. Sa floraison n'est pas remontante, mais sous des climats doux, il est possible qu'il y ait une faible remontée en septembre. Il supporte des hivers froids à -20°, donc il est idéal par exemple en France pour les régions de moyenne montagne. Il doit être taillé fin juin après la floraison, pour harmoniser sa silhouette.